# Гампі
15°20′9″ пн. ш. 76°27′39″ сх. д. / 15.33583° пн. ш. 76.46083° сх. д.
Гампі (канн. ಹಂಪೆ, англ. Hampi) — селище на півночі індійського штату Карнатака, розташоване посеред руїн міста Віджаянаґара — колишньої столиці імперії Віджаянаґара. У Гампі розташовані численні пам'ятки, що колись були частиною стародавнього міста. Оскільки селище Гампі розташоване в самому центрі руїн Віджаянаґари, його часто ототожнюють із самим зруйнованим містом. Руїни міста входять з 1986 року до списку об'єктів Світової спадщини ЮНЕСКО.

## Галерея

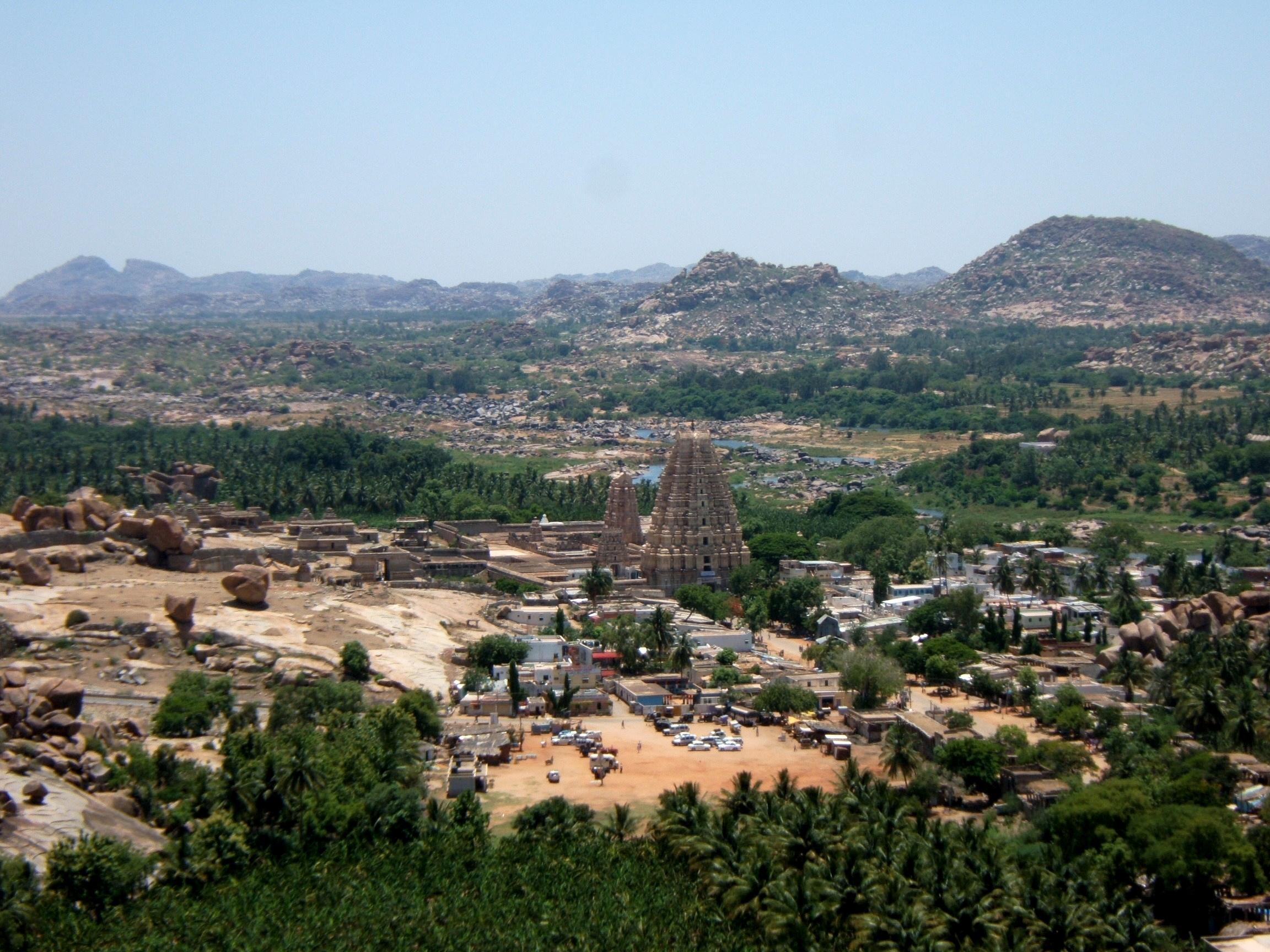
Гампі в 2007, вид зверху
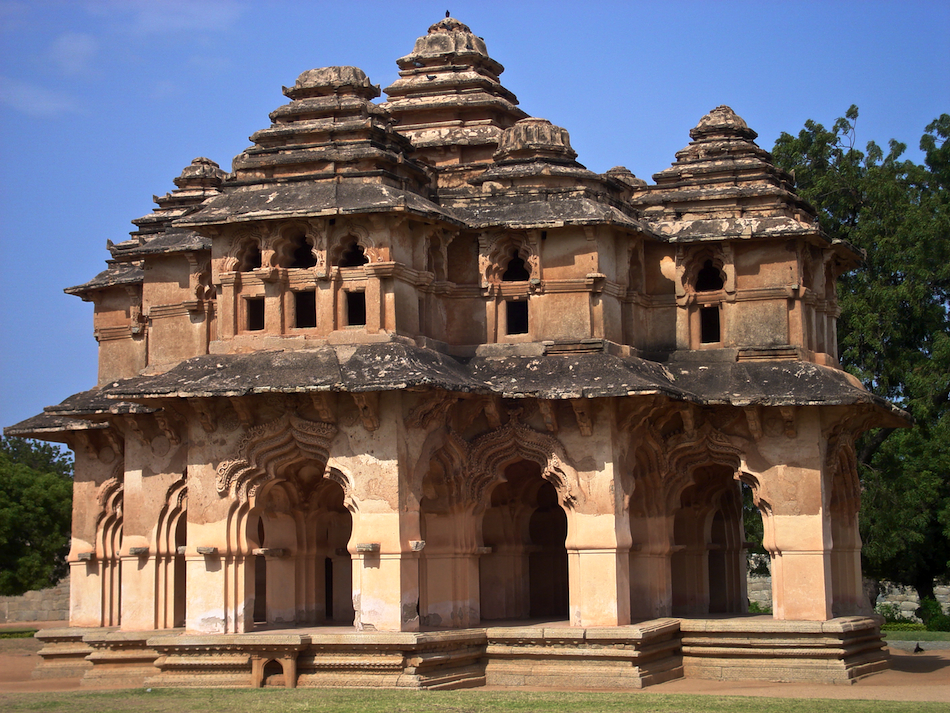
Лотос Махал в Zenana Enclosure
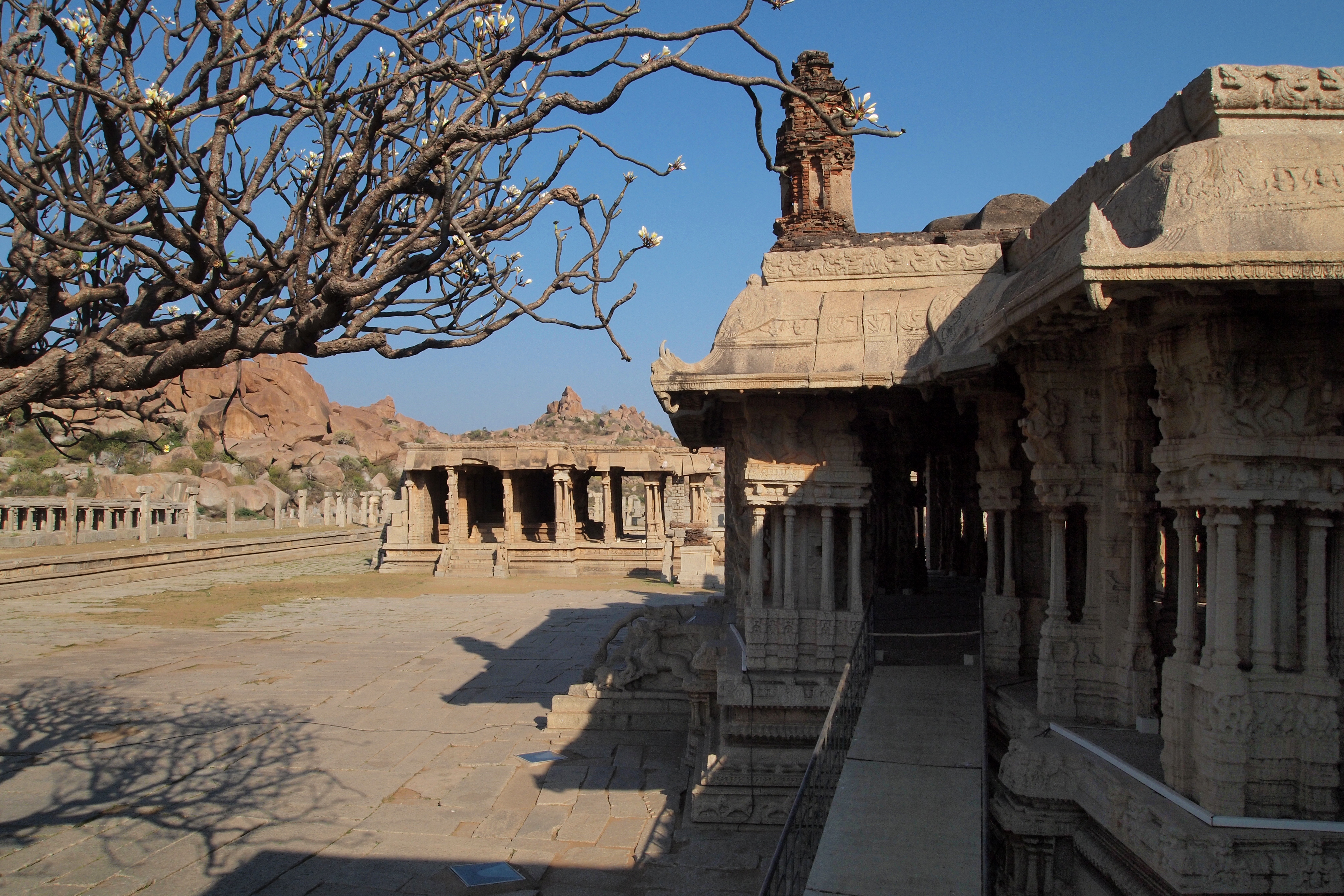
Мандапаси храму Віттала
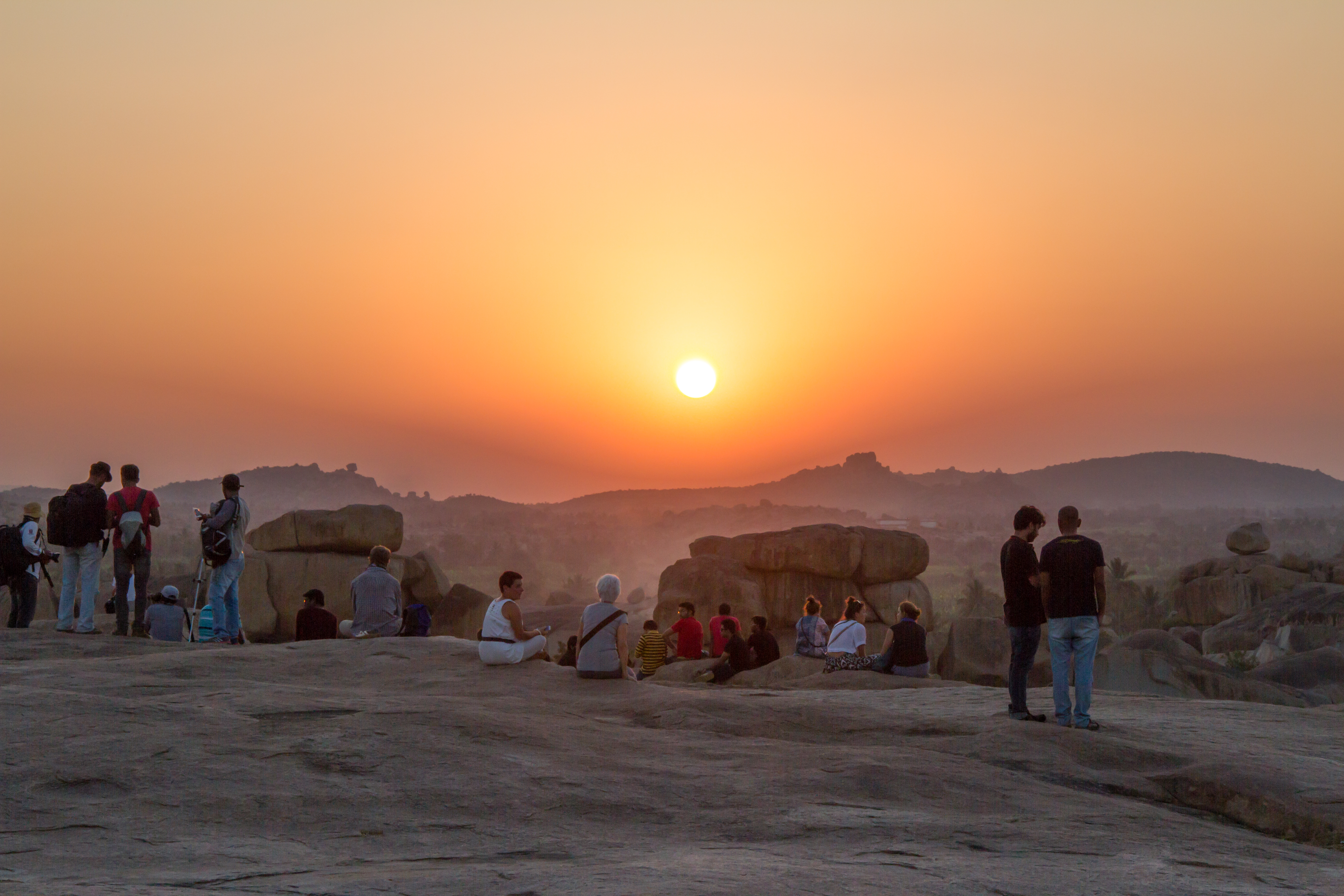
Захід сонця із Хемкута-Хілл, Гампі
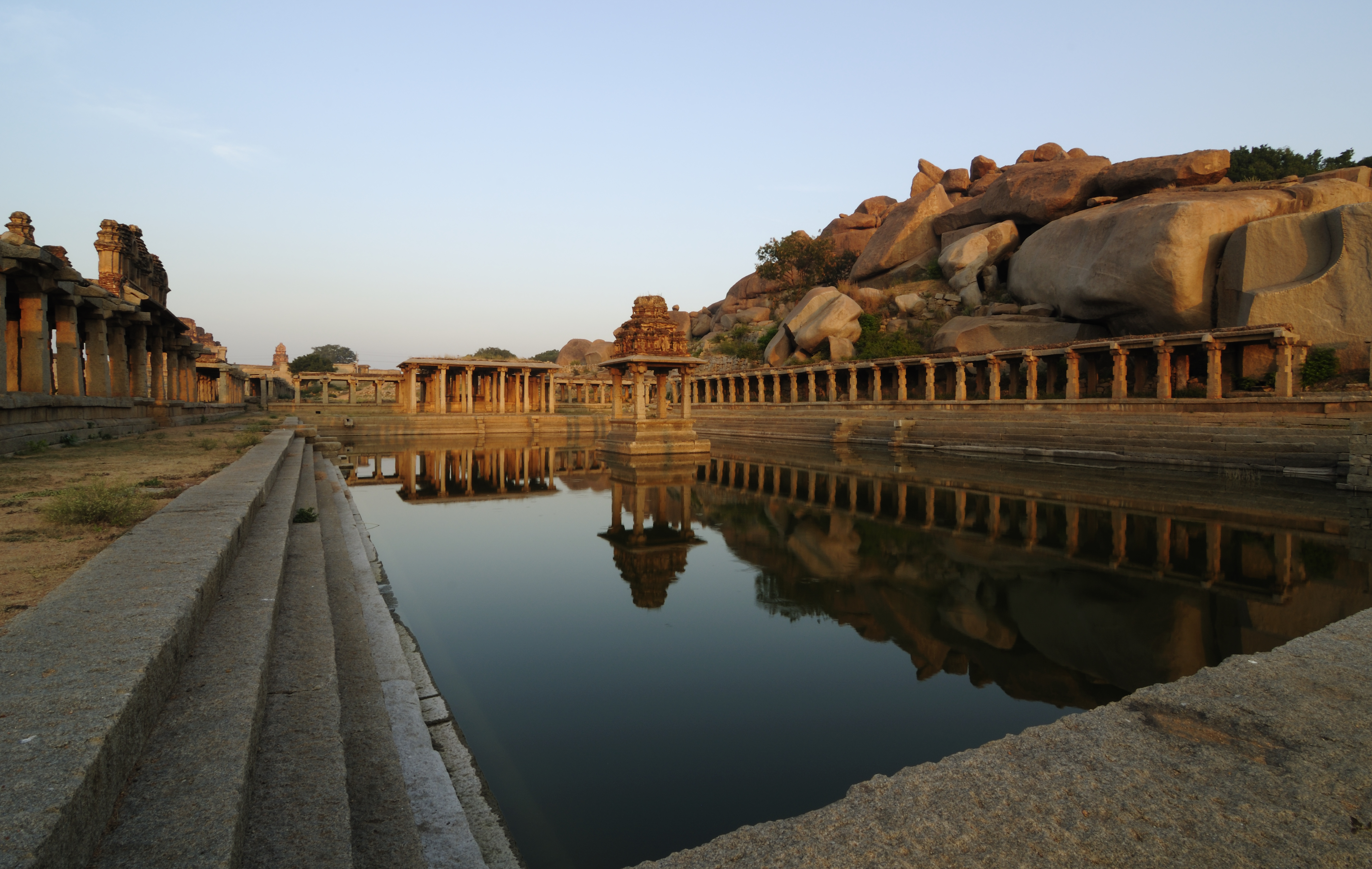
Священний резервуар pushkarani, розташований у східній частині храму Крішни
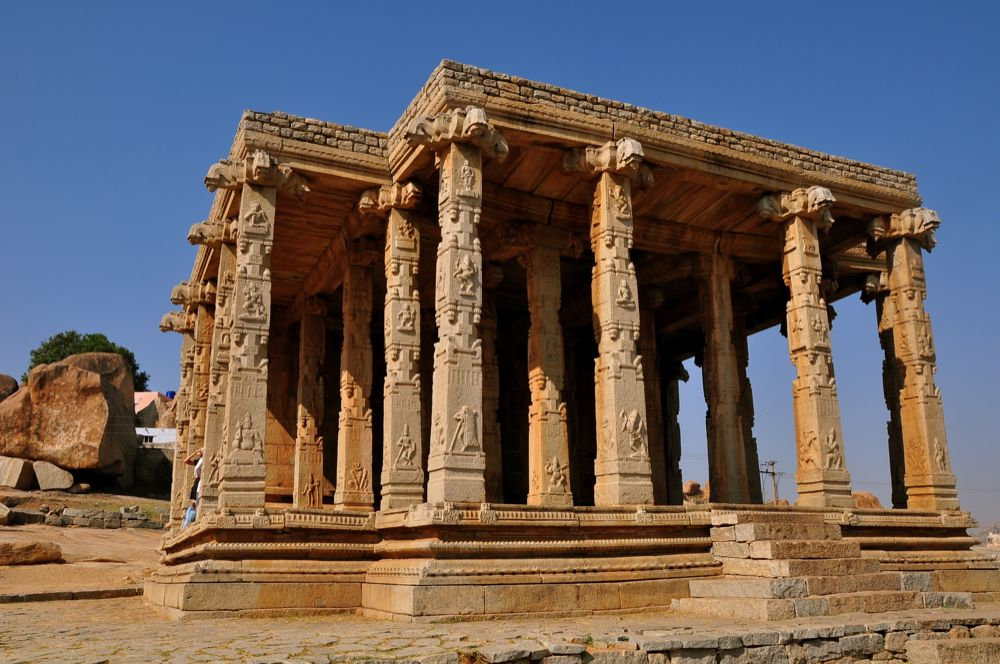
Різьблені стовпи храму Ганеші Саасівекаалу на горі Хемакута-Хілл